# Leroi Moore
Leroi Holloway Moore (7 de setembro de 1961 - 19 de Agosto de 2008) foi o saxofonista da Dave Matthews Band. Moore frequentemente arranjou música para as canções escritas pelo frontman Dave Matthews.
Moore tocava saxofones baixo, barítono, tenor, alto, soprano assim como flauta e penny whistle.
O técnico de Leroi, David Saull, disse que Leroi tinha uma grande coleção de instrumentos de sopro. Em 2002, essa coleção incluía um sax baixo Buescher, saxofones barítonos Selmer Mark VI e Yamaha, dois tenores Selmer Mark VI, dois altos Selmer Mark VI, um Yamaha soprano e um Selmer Super-80 Series 3 soprano, de acordo com Saull.
Fatalidade - No dia 30 de junho de 2008, LeRoi sofreu um acidente de quadriciclo em sua fazenda, próxima a Charlottesville, quebrando várias costelas e perfurando um dos pulmões. Ele foi internado no Hospital da Universidade da Virgínia. Jeff Coffin, saxofonista da banda Béla Fleck and the Flecktones, substituiu LeRoi na turnê. Apesar de ter tido alta em poucos dias, em julho ele foi internado novamente devido a complicações.
No dia 19 de agosto de 2008, LeRoi faleceu devido a complicações relacionadas ao acidente. O site oficial da Dave Matthews Band divulgou uma nota:

"Estamos profundamente entristecidos que LeRoi Moore, saxofonista e membro fundador da Dave Matthews Band, tenha morrido inesperadamente na terça à tarde, dia 19 de agosto de 2008, no Hollywood Presbyterian Medical Center (Centro Médico Presbiteriano de Hollywood), em Los Angeles, por complicações repentinas devidas ao acidente de quadriciclo, em junho, em sua fazenda próxima a Charlottesville, Virgínia. LeRoi havia retornado recentemente à sua casa em Los Angeles para dar início a um programa intensivo de reabilitação física."